# خسوف القمر أبريل 2099
سيحدث خسوف جزئي للقمر في 5 أبريل 2099.

## خسوفات قمر ذات الصلة
انظر: قائمة خسوف القمر في القرن الحادي والعشرين

### دورة نصف ساروس
سيسبق خسوف القمر خسوفًا للشمس ويتبعه 9 سنوات و 5.5 أيام (نصف ساروس). يرتبط خسوف القمر هذا بخسوفين جزئيين للشمس من سولار ساروس 150.
| 31 مارس 2090 | 11 أبريل 2108 |
| ------------ | ------------- |
|              |               |